# ایکاروس (فیلم ۲۰۱۰)
«ایکاروس» (به انگلیسی: Icarus) یک فیلم ویدئویی اکشن به کارگردانی دولف لاندگرن که در سال ۲۰۱۰ منتشر شد. از بازیگران می‌توان به سامانتا فریس، دولف لاندگرن، دیوید لوئیس، بو اسونسون، و دیوید پی. لوئیس اشاره کرد.